# ولیزار دیمیتروف
ولیزار دیمیتروف (بلغاری: Велизар Димитров؛ زادهٔ ۱۳ آوریل ۱۹۷۹) بازیکن فوتبال اهل بلغارستان است.
از باشگاه‌هایی که در آن بازی کرده‌است می‌توان به باشگاه فوتبال لوکوموتیو صوفیه، باشگاه فوتبال زسکا صوفیه، و باشگاه فوتبال متالورگ دونتسک اشاره کرد.
وی همچنین در تیم ملی فوتبال بلغارستان بازی کرده‌است.